# Joachim Maunz
Joachim Maunz (* 1962) ist ein ehemaliger deutscher Degenfechter.
Er focht beim Heidenheimer SB, mit dessen Herren-Degenmannschaft er 1982, nach jahrelanger Dominanz des FC Tauberbischofsheim, den deutschen Meistertitel – ausgerechnet in Tauberbischofsheim – erringen konnte. Bereits 1979 konnte Joachim Maunz u. a. gemeinsam mit Stefan Hörger den deutschen Degen-Mannschaftstitel der Junioren erringen.